# 小库罗讷
小库罗讷（法語：Petit-Couronne，法語發音：[pəti kuʁɔn]）是法国滨海塞纳省的一个市镇，与大库罗讷相邻，属于鲁昂区。

## 地理
小库罗讷（49°23'8"N, 1°1'39"E）面积12.8 平方千米，位于法国诺曼底大区滨海塞纳省，该省份为法国北部沿海省份，其西部及北部濒大西洋英吉利海峡，东起顺时针与索姆省、瓦兹省、厄尔省和卡爾瓦多斯省接壤。
与小库罗讷接壤的市镇（或旧市镇、城区）包括：大克维伊、康特勒、大库罗讷、瓦塞勒、圣艾蒂安迪鲁夫赖、瓦勒德拉艾。

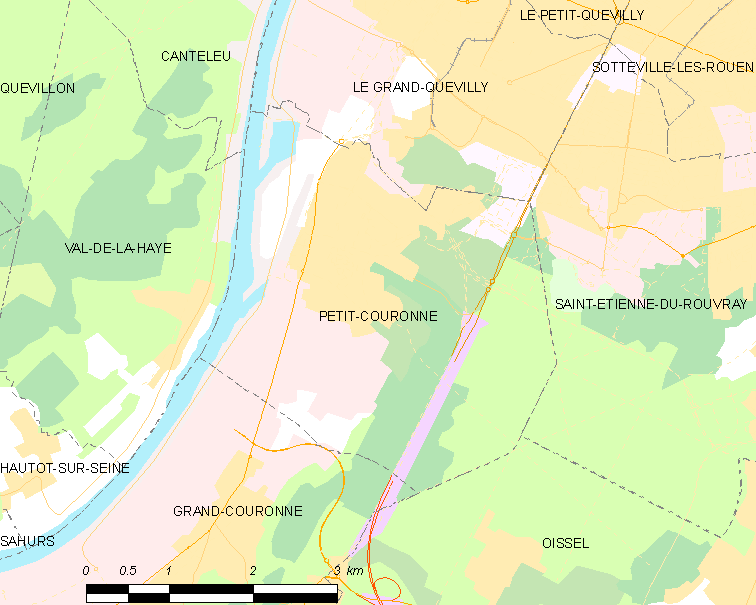
小库罗讷的OSM定位图

小库罗讷的时区为UTC+01:00、UTC+02:00（夏令时）。

## 行政
小库罗讷的邮政编码为76650，INSEE市镇编码为76497。

## 政治
小库罗讷所属的省级选区为大克维伊县。

## 人口

1962-2008年间小库罗讷人口变化图示

小库罗讷于2022年1月1日时的人口数量为8738人。